# Piatkowszczyzna
Piatkowszczyzna (biał. Пяткаўшчына; ros. Пятковщина) – wieś na Białorusi, w obwodzie grodzieńskim, w rejonie werenowskim, w sielsowiecie Żyrmuny.
W dwudziestoleciu międzywojennym wieś i majątek Piatkowszczyzna leżały w Polsce, w województwie nowogródzkim, w powiecie lidzkim, w gminie Żyrmuny.